# Stan ostrzegawczy

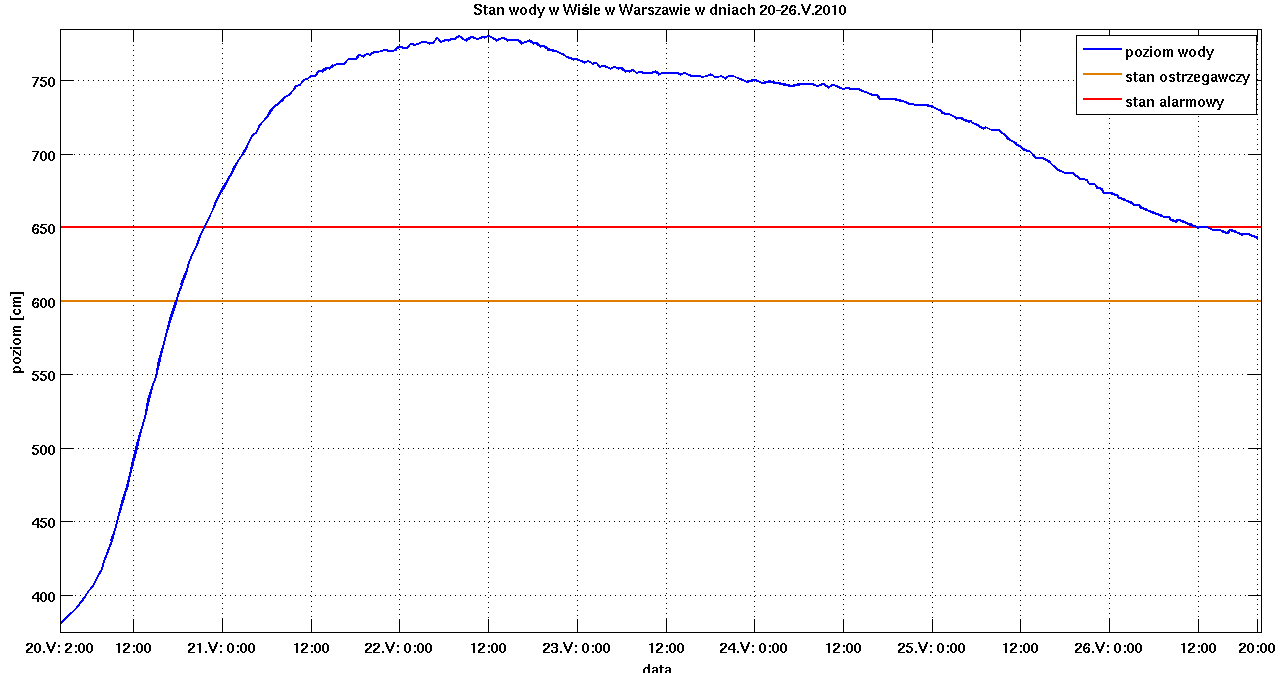
Poziom wody na Wiśle w Warszawie w dniach 20 – 26 maja 2010. Stan ostrzegawczy oznaczony jest kolorem brązowym, zaś stan alarmowy kolorem czerwonym.

Stan ostrzegawczy – umowny stan wody, który zapoczątkowuje wzmożenie dyżurów i obserwacji poziomu lustra wody oraz kampanię informacyjną na zagrożonym obszarze. Może być przyczyną ogłoszenia pogotowia przeciwpowodziowego (stanu zagrożenia hydrologicznego). Wielkość różnicy pomiędzy stanem ostrzegawczym i alarmowym zależy od danej rzeki i najczęstszej szybkości przyboru wody w cieku - im zazwyczaj woda szybciej przybiera, tym większa różnica pomiędzy stanem alarmowym a ostrzegawczym.
Stan ostrzegawczy jest niższy od stanu alarmowego.